# Apatochernes antarcticus antarcticus
Apatochernes antarcticus antarcticus es una subespecie de arácnido  del orden Pseudoscorpionida de la familia Chernetidae.

## Distribución geográfica
Se encuentra en Nueva Zelanda.